# Thurman Munson
Pour les articles homonymes, voir Thurman.
Thurman Lee Munson, né le 7 juin 1947 et mort le 2 août 1979, est un joueur de baseball américain. Il a passé l'intégralité de sa carrière au poste de receveur pour les Yankees de New York de 1969 à 1979. Sélectionné sept fois pour le match des étoiles, il est le seul Yankee à avoir reçu les trophées de recrue de l'année (en 1970) et celui du joueur par excellence de la Ligue américaine (en 1976).

## Biographie

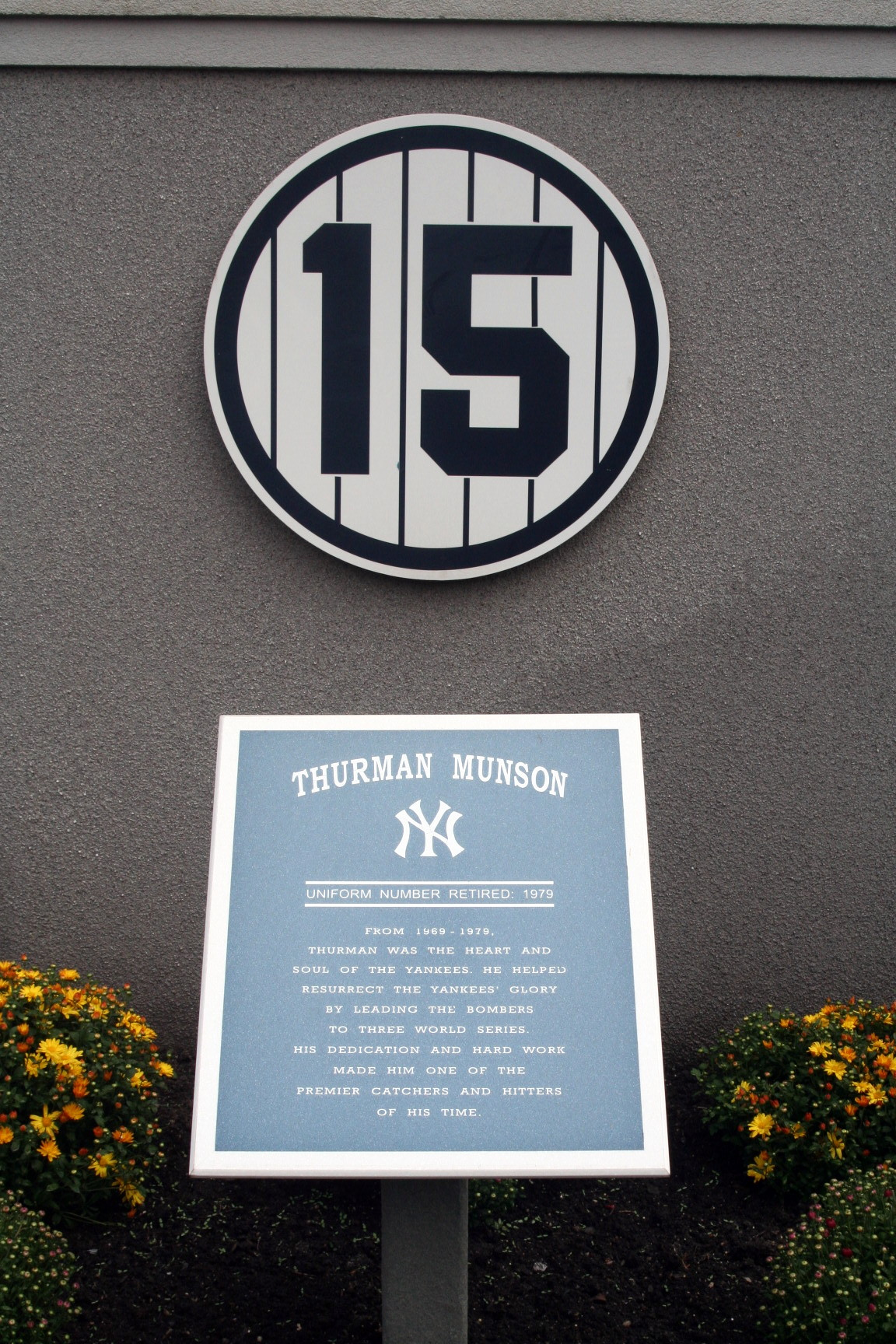
Le numéro 15 que portait Thurman Munson est définitivement retiré des numéros portés par les joueurs des Yankees de New York.

Thurman Lee Munson est né à Akron dans l'État de l'Ohio. 
Munson est sélectionné, à l'âge de 21 ans, par les Yankees de New York ; premier choix du club, il est choisi au premier tour, en quatrième position, lors du repêchage des ligues majeures de 1968.
Avec une moyenne au bâton de 300 lors de ses deux premières saisons en ligue mineure, il devient un joueur en vue pour entrer dans les ligues majeures. Il intègre, en tant que receveur partant, la formation new-yorkaise des ligues majeures à la fin de la saison 1969. Il effectue sa première saison complète pour les Yankees l'année suivante, étant récompensé du titre de meilleure recrue 1970 avec une moyenne à la batte de 302.
Considéré comme « le corps et l'âme » des Yankees, il devient le premier capitaine de l'équipe depuis Lou Gehrig en 1939. Il mène la formation aux trois Séries mondiales de 1976, 1977 et 1978, les Yankees remportant les deux dernières.
Il meurt des suites d'un accident d'avion à l'âge de 32 ans. Son numéro 15 est définitivement retiré des Yankees de New York.